# 柏紋鏢鱸
柏紋鏢鱸為輻鰭魚綱鱸形目鱸亞目河鱸科的其中一種，分布於美國中部的淡水流域，體長可達4.8公分，棲息在流動緩慢或靜止的溪流、湖泊、沼澤，屬肉食性，以水生昆蟲、端腳類等為食。